# Ле (река)
Ле (фр. Lez) је река у Француској. Дуга је 74 km. Улива се у Рону. 